# Nieuw-Apostolische kerk (Kerkrade)

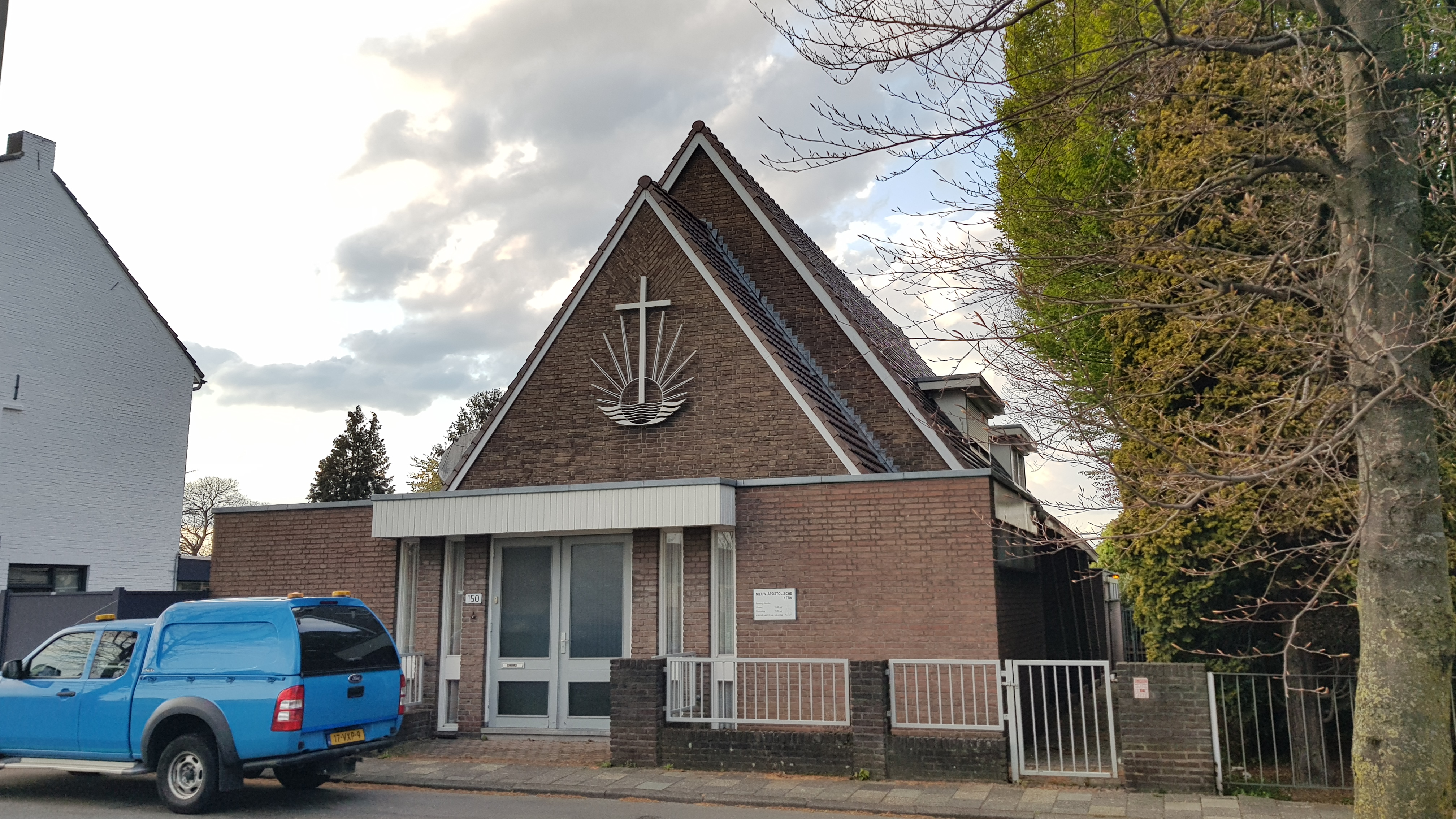
Het kerkgebouw

De Nieuw-Apostolische kerk is een kerkgebouw aan de Kaalheidersteenweg 150, in de Kerkraadse wijk Kaalheide.
Het gebouw is van 1931 en is een sober gebouw met later verbouwde ingangsgevel. Op 3 januari 2022 is de laatste dienst gehouden in deze kerk.